# Pfälzische Mundartwettbewerbe
Unter den literarischen Wettbewerben in Rheinland-Pfalz gab es bis 2011 vier pfälzische Mundartwettbewerbe, die regelmäßig ausgetragen wurden. Den Anfang machte 1953 der Pfälzische Mundartdichterwettstreit in Bockenheim an der Weinstraße. Später hinzu kamen der Mundartdichter-Wettstreit Gonbach (Gonbach, 1984), der Mundartwettbewerb Dannstadter Höhe (Dannstadt-Schauernheim, 1988) und der Sickinger Mundartdichter-Wettstreit (Verbandsgemeinde Wallhalben, 1991). Der Gonbacher Wettbewerb fand 2011 letztmals statt, so dass nur drei Konkurrenzen übrig blieben.
Alle vier Wettbewerbe beschäftigen sich mit den pfälzischen Dialekten und werden für Pfälzer Mundartdichter angeboten. Die jeweiligen Juroren sind unabhängige Fachleute, beispielsweise Dialektologen, Germanisten oder Pädagogen mit entsprechenden Fächern. Ihre bei der Prämierung von Bewerbertexten gefundenen Ergebnisse gelten als richtungweisend, wenn es um die Geschichte, den aktuellen Gebrauch und die Zukunft der regionalen Mundart sowie um die Entwicklung der Mundartdichtung geht.

## Charakterisierung
Keiner der pfälzischen Mundartwettbewerbe macht thematische Vorgaben. Sie sind offen für solche Mundartdichter, die Pfälzer Mundart schreiben und sprechen können. Die Teilnehmer müssen nicht in der Pfalz geboren sein; üblicherweise bewerben sich auch Dichter aus anderen deutschen Gegenden oder aus Übersee. Hierzu zählt beispielsweise der US-Staat Pennsylvania, wo ein pfälzischer Auswandererdialekt, das Pennsylvania Dutch, überdauert hat.
Die Wettbewerbe unterscheiden sich beispielsweise bei Wettbewerbssparten, bei Anforderungen an die Form der Beiträge und bei Beurteilungskriterien.

## Pfälzischer Mundartdichterwettstreit
Der Pfälzische Mundartdichterwettstreit in Bockenheim an der Weinstraße verfügt über einen eigenen Artikel:

## Mundartwettbewerb Dannstadter Höhe

### Überblick

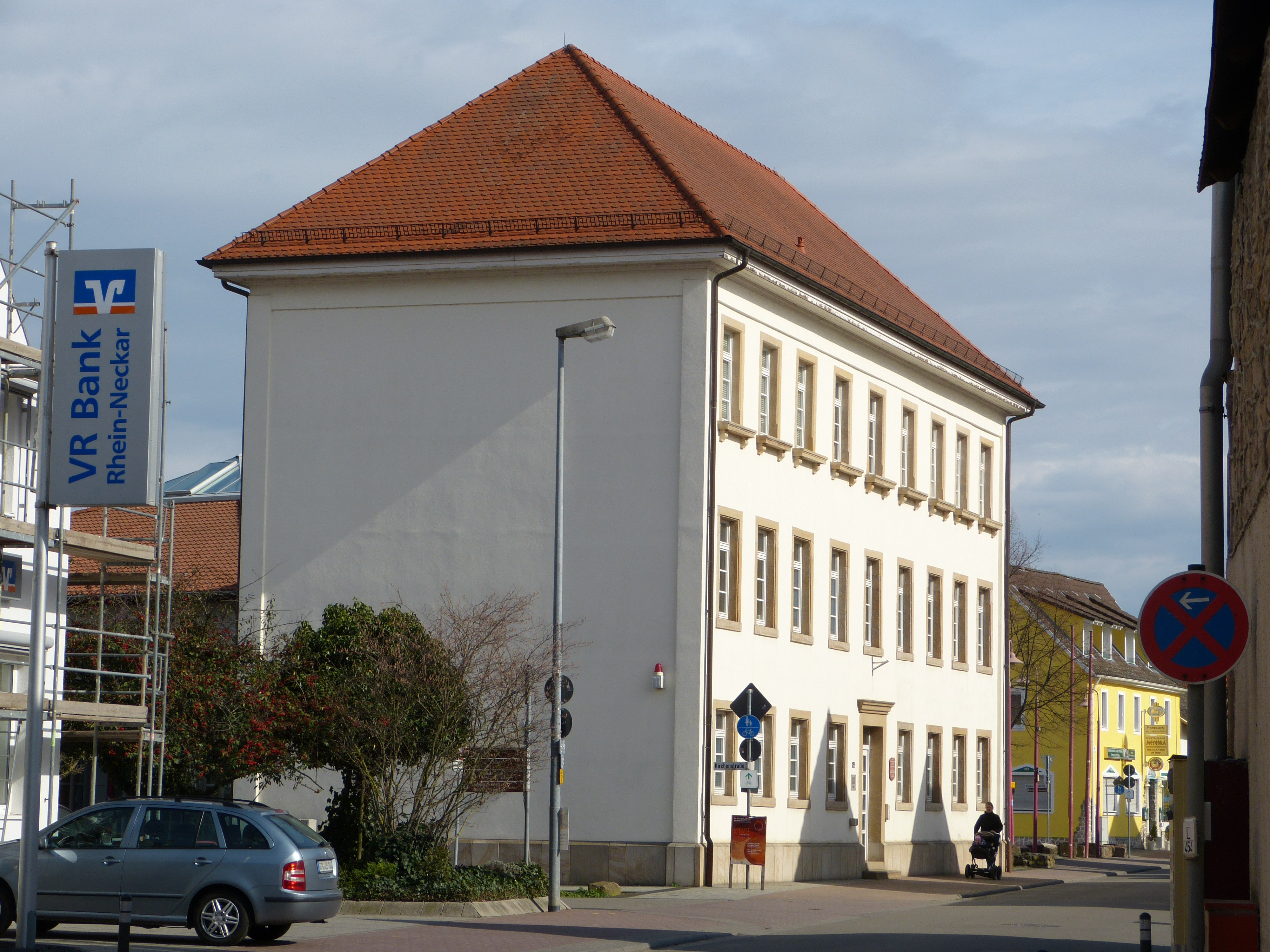
Hauptstraße 139, die Alte Schule

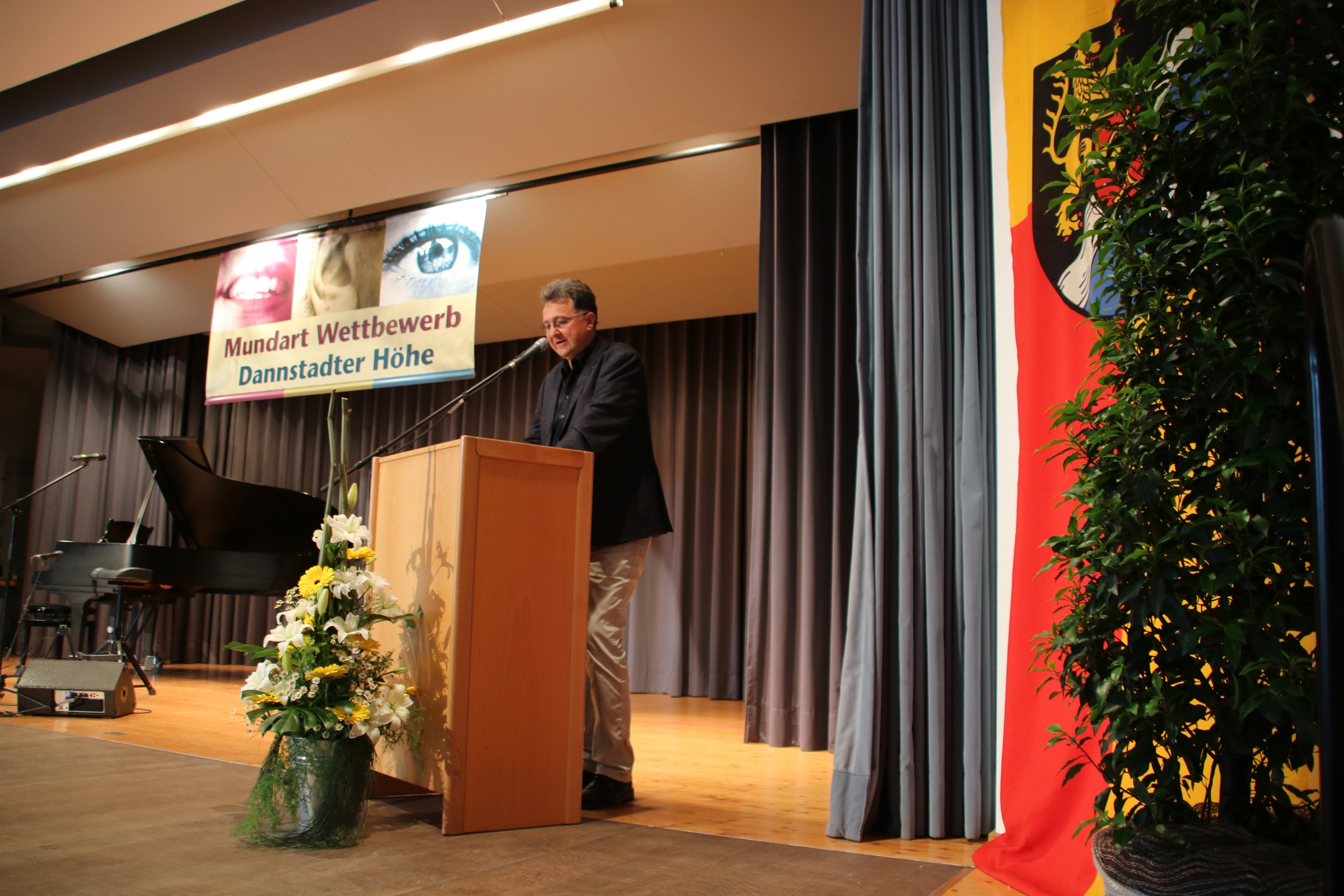
Dannstadter Höhe 2018

Der Mundartwettbewerb Dannstadter Höhe wird jährlich durch die vorderpfälzische Verbandsgemeinde Dannstadt-Schauernheim und die Volkshochschule des Rhein-Pfalz-Kreises gemeinsam ausgeschrieben. Regelmäßig wird die Endrunde im Mai in der Teilgemeinde Dannstadt ausgetragen, wo in der Hauptstr. 139 das Kulturhaus Zentrum Alte Schule zur Verfügung steht, dessen Hauptgebäude, das ehemalige Schulhaus, als Baudenkmal eingestuft ist. Im Zusammenhang mit einem Vereinsjubiläum fand der 25. Wettbewerb ausnahmsweise in der wenige Kilometer entfernten verbandsangehörigen Gemeinde Rödersheim-Gronau statt.

### Geschichte
Der Name des drittältesten pfälzischen Wettbewerbs ist von der Dannstadter Höhe abgeleitet, die für ihre vom Gemüseanbau bestimmte Landwirtschaft bekannt ist. Die Höhe heißt ihrerseits nach dem ursprünglich größeren Ort der heutigen Doppelgemeinde Dannstadt-Schauernheim; der Ausdruck Höhe ist zu relativieren, die geologische Aufschüttungsterrasse liegt tatsächlich nur wenige Meter über dem Höhenniveau der umgebenden Rheinebene.
1988 wurde der Mundart-Wettbewerb Dannstadter Höhe ins Leben gerufen und findet seitdem jährlich statt. Vorangegangen war ein überaus erfolgreicher Mundart-Wettbewerb anlässlich des 100-jährigen Bestehens des  Männergesangvereins „Frohsinn Rödersheim“ im Jahr 1987. In den ersten Jahren war der Termin an das größte Volksfest von Dannstadt-Schauernheim, das Radieselfest, gekoppelt; 1991 wurde der Mundartwettbewerb auf ein von diesem Fest getrenntes Datum gelegt. Besonderen Einsatz bei der Einrichtung des Wettbewerbs zeigte Meinolf Schmid, der damalige Direktor der Kreisvolkshochschule, der von Beginn an und auch in seinem Ruhestand der Jury angehört; 1997 wurde er mit dem Verdienstorden des Landes Rheinland-Pfalz geehrt. Nikolaus Hofen, der von 1988 bis 2018 den Juryvorsitz innehatte, erhielt anlässlich der 20. Austragung 2007 die Verdienstmedaille des Landes.
Seit Beginn an müssen die Teilnehmer des Mundartwettbewerbs einen Bezug zur Pfalz haben und sich der Region zwischen Rhein und Haardtgebirge verbunden fühlen, dort wohnen müssen sie jedoch nicht. Inzwischen kommen die Preisträger aus dem gesamten Raum zwischen Neckar und Saar, Bien- und Odenwald.

### Vorrunde
Der Mundart-Wettbewerb Dannstadter Höhe findet jährlich statt. In zwei Kategorien können die Teilnehmer ihre Beiträge schriftlich einreichen: Dichtung in Mundart (1988 bis 2017 unter dem Begriff „Lyrik in Mundart“) und Prosa in Mundart (seit 1989). Einsendeschluss ist jeweils der 1. April eines Jahres. Jeder Teilnehmer darf maximal zwei Beiträge pro Kategorie einreichen.  Aus den eingereichten Beiträgen wählt eine unabhängige Jury von Mundart-Experten die besten Gedichte und Prosatexte aus. Bei der Bewertung achtet die Jury insbesondere auf den Inhalt, Dialekt und die Klarheit des Beitrags. Die Autoren der ausgewählten Beiträge sind alle Preisträger. Wer den Wettbewerb gewinnt,  hängt vom Auftritt der Autoren beim Finale ab.

### Finale
Geht ein Autor als Preisträger aus der Vorrunde hervor, so muss er seinen Beitrag persönlich beim öffentlichen Finale der Jury vortragen. Das Finale findet jedes Jahr im Mai im Zentrum Alte Schule im Ortsteil Dannstadt statt. Um den Pfälzer Dialekt als gesprochenen Dialekt lebendig zu halten, kommt dem mündlichen Vortrag seit 2018 noch mehr Bedeutung zu. Das Ergebnis des Vortrags fließt zu einem Viertel in das Endergebnis mit ein. Wesentlicher Bestandteil des Finales sind die Vorträge der Preisträger und die anschließende Preisverleihung. Darüber hinaus gibt es traditionell ein festliches musikalisches Rahmenprogramm mit Bezug zur Mundart. Anlässlich des Ortsjubiläums 1250 Jahre Verbandsgemeinde Dannstadt-Schauernheim in den Jahren 2017 und 2018 wurde beim Mundart-Wettbewerb Dannstadter Höhe 2018 ein kurzes Theaterstück in Pfälzer Mundart aufgeführt, das eine alte Dorfsage aus Dannstadt in Szene gesetzt hat.

### Haupt- und Sonderpreise
Anfangs waren nur Gedichte zugelassen, doch bereits im zweiten Jahr wurde neben dem Preis für Lyrik auch ein Prosa-Preis ausgelobt. Noch ein Jahr später (1990) kam der Sonderpreis des Kultur- und Heimatkreises Dannstadter Höhe hinzu. Dieser Sonderpreis würdigt den Teilnehmer, dessen Mundart-Beitrag Kultur, Leben, Tradition oder Brauchtum der Pfalz als Region in besonderer Weise widerspiegelt. 1993 und 1994 gab es einen Sonderpreis des damals in Speyer ansässigen cjm-Verlags. Ein einziges Mal wurde 1996 ein Preis für Kindergedichte ausgeschrieben. Zum 11. Wettbewerb 1998 wurde der bis dahin vorgeschriebene Endreim für Gedichte aufgehoben. In den Jahren 2001 bis 2009 wurde beim Dannstadter Wettbewerb auch ein Preis für eine „szenische Darstellung“ vergeben. Außerdem wird inzwischen auch ein Publikumspreis vergeben. Die jeweils ersten drei Plätze sind mit Geldpreisen dotiert, ab dem vierten Platz gibt es Sachpreise. Der Kultur- und Heimatkreis Dannstadter Höhe vergibt ab 2020 den Pälzer Gutsel-Orden. Dieser Preis wird einer Person zuerkannt, die sich aktuell in herausragender Weise für die Pfälzer Mundart einsetzt bzw. lange Zeit eingesetzt hat.

### Jury

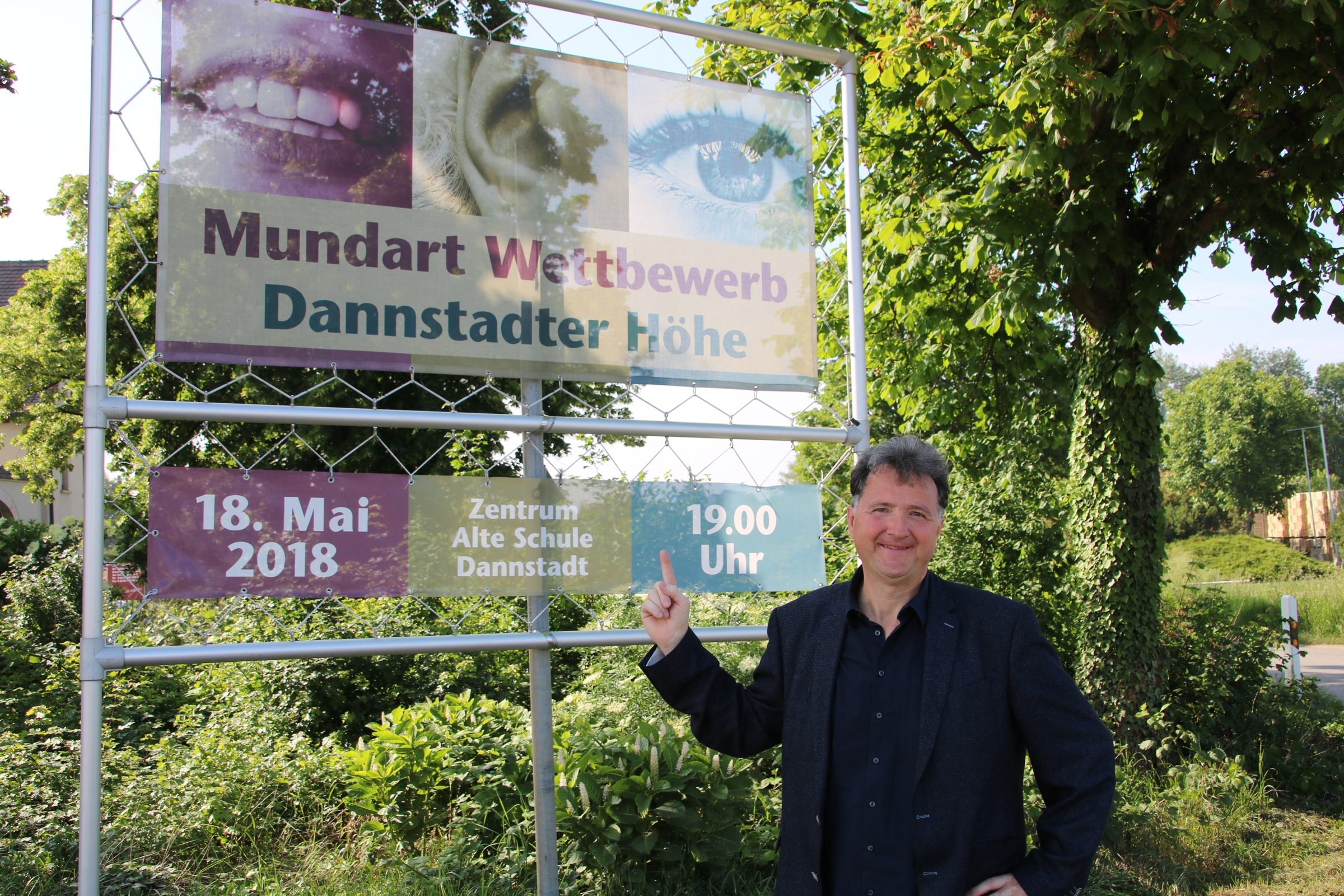
Jurysprecher Michael Landgraf

Die Entscheidung über das Wettbewerbsergebnis fällt eine Jury, die ehrenamtlich und unabhängig tätig ist. Sie setzt sich aus Fachleuten zusammen, von denen einige schon seit der Anfangszeit des Wettbewerbs amtieren, mancher sogar selbst mehrfach ausgezeichneter Mundartdichter ist.
Jurymitglieder sind bzw. waren
- seit 1988: Josef Schwing (Neuhofen), Sprachwissenschaftler und Dialektologe
- seit 2007: Norbert Stuck (Haßloch), Lehrer, Experte für Laienspiel
- seit 2016: Ralf Frohnhäuser (Rödersheim-Gronau), Lehrer
- seit 2016: Michael Landgraf (Neustadt an der Weinstraße), Dozent und Schriftsteller, seit 2018 Jury-Sprecher
- seit 2020: Juliane Kerzel-Kohn (Freinsheim), Leitung Volkshochschule Rhein-Pfalz-Kreis
- seit 2021: David Emling (Bellheim), Autor
- seit 2022: Uli Valnion (Mutterstadt), Musiker, Sänger, Liedermacher
- seit 2023: Harald Schneider (Schifferstadt), Schriftsteller
- 1988–2021: Nikolaus Hofen (Rödersheim-Gronau), Germanist, Akademischer Direktor am Institut für Germanistik der Universität Koblenz-Landau i. R., Mundartautor, Jurysprecher 1988–2018
- 1988–2006: Karl-Jörg Walter † (Neustadt-Geinsheim), Lehrer, Mundartautor
- 1988–2013: Hedy Heller (Dannstadt-Schauernheim), Kultur- und Heimatkreis Dannstadter Höhe
- 1988–2014: Meinolf Schmid (Dudenhofen), Volkshochschuldirektor i. R.
- 1989–2020: Bruno Hain † (Böhl-Iggelheim), Sprachwissenschaftler und Dialektologe, Mundartautor
- 1995–2013: Anneliese Thürwächter (Billigheim), Lehrerin i. R., Mundartautorin
- 2010–2018: Joachim Roßhirt (Speyer), Buchhändler
- 2018–2020: Martina Gemmar (Steinweiler), Diplom-Pädagogin und Autorin
- 2021–2022: Renate Flesch (Stelzenberg), Diplombibliothekarin

Seit 2018 unterstützen die jeweiligen Sieger des Vorjahres die Jury während des aktuellen Mundart-Wettbewerbs.

### Austragung
Die eingereichten Beiträge verteilen sich auf zwei literarische Sparten: Lyrik (seit 1988; seit 1998 auch Gedichte ohne Endreim) und Prosa (seit 1989). Von 2001 bis 2009 war auch die Sparte szenische Darstellung ausgeschrieben. Sie wurde so verhalten und manchmal qualitativ unzureichend umgesetzt, dass sie nach neun Jahren wieder aus dem Angebot genommen wurde. 2022 wurde erstmals die Sonderkategorie Lied ausgeschrieben.
Jeder Bewerber kann pro Kategorie bis zu zwei Beiträge einreichen, aber nur einmal pro Wettbewerb mit einem Preis ausgezeichnet werden. Erstmals bei der 22. Austragung (2009) wurde in der Vorauswahl sowohl das Gedicht als auch der Prosatext eines Teilnehmers für preiswürdig erachtet; der Bewerber Albert H. Keil trat schließlich in der Kategorie Lyrik an, in der er den dritten Rang erreichte.
Die Jury trifft nach einem Punktesystem eine Vorauswahl für die Endrunde. Ausgezeichnet werden in der Regel die fünf bis zehn besten Gedichte und die fünf besten Prosatexte, wobei Thema und Inhalt, Reinheit der Mundart sowie Vortragskunst die Bewertung beeinflussen. In der Sonderkategorie Lied werden bis zu drei Preisträger ausgewählt. Ein zusätzlicher Preis des Kultur- und Heimatkreises Dannstadter Höhe e. V. wird einem Teilnehmer zuerkannt, „dessen Mundarttext in Lyrik, in Prosa oder als szenische Darstellung Kultur, Leben, Tradition oder Brauchtum der Region in besonderer Weise spiegelt.“ Gelegentlich verleiht die Jury aus unterschiedlichen Gründen einen Extrapreis, so 2007 und 2008. Seit 2021 vergibt der Kultur- und Heimatkreis Dannstadter Höhe als Sonderpreis den Pfälzer Gutselorden. Dieser Preis zeichnet eine Person aus, die sich in außergewöhnlicher Weise um die Pfälzer Mundart verdient gemacht hat bzw. macht. Die Teilnahme am Mundart-Wettbewerb Dannstadter Höhe ist keine Voraussetzung.

### Gewinner
| 1. Preise und Sonderpreis beim Mundartwettbewerb Dannstadter Höhe | 1. Preise und Sonderpreis beim Mundartwettbewerb Dannstadter Höhe | 1. Preise und Sonderpreis beim Mundartwettbewerb Dannstadter Höhe | 1. Preise und Sonderpreis beim Mundartwettbewerb Dannstadter Höhe | 1. Preise und Sonderpreis beim Mundartwettbewerb Dannstadter Höhe | 1. Preise und Sonderpreis beim Mundartwettbewerb Dannstadter Höhe  | 1. Preise und Sonderpreis beim Mundartwettbewerb Dannstadter Höhe |
| #                                                                 | Jahr                                                              | Lyrik (seit 1988)                                                 | Prosa (seit 1989)                                                 | Szenische Darstellung (2001–2009)                                 | Sonderpreis des Kultur- und Heimat- kreises Dannstadter Höhe e. V. | Lied (seit 2022)                                                  |
| ----------------------------------------------------------------- | ----------------------------------------------------------------- | ----------------------------------------------------------------- | ----------------------------------------------------------------- | ----------------------------------------------------------------- | ------------------------------------------------------------------ | ----------------------------------------------------------------- |
| 1.                                                                | 1988                                                              | Waltraud Meißner                                                  |                                                                   |                                                                   |                                                                    |                                                                   |
| 2.                                                                | 1989                                                              | Werner Mühl                                                       | Toni Ostermayer                                                   |                                                                   |                                                                    |                                                                   |
| 3.                                                                | 1990                                                              | Hermann Josef Settelmeyer                                         | (Günter Speyer)                                                   |                                                                   | Toni Ostermayer                                                    |                                                                   |
| 4.                                                                | 1991                                                              | Gerd Runck                                                        | Norbert Schneider                                                 |                                                                   | Helga Schneider                                                    |                                                                   |
| 5.                                                                | 1992                                                              | Heinrich Kraus                                                    | (N. N.)                                                           |                                                                   | Willi Bartolomä, Anneliese Vetter                                  |                                                                   |
| 6.                                                                | 1993                                                              | Helga Schneider                                                   | (N. N.)                                                           |                                                                   | Adele Herzog, Toni Ostermayer                                      |                                                                   |
| 7.                                                                | 1994                                                              | Gerd Runck                                                        | Toni Ostermayer                                                   |                                                                   | ---                                                                |                                                                   |
| 8.                                                                | 1995                                                              | Gerd Runck, Helga Schneider                                       | Anton Meißner                                                     |                                                                   | Toni Ostermayer                                                    |                                                                   |
| 9.                                                                | 1996                                                              | Helga Schneider                                                   | Norbert Schneider                                                 |                                                                   | Klaus Brick                                                        |                                                                   |
| 10.                                                               | 1997                                                              | Gerd Runck                                                        | Helga Schneider                                                   |                                                                   | Kurt Keller                                                        |                                                                   |
| 11.                                                               | 1998                                                              | Toni Ostermayer                                                   | Werner Mühl                                                       |                                                                   | Gerd Runck                                                         |                                                                   |
| 12.                                                               | 1999                                                              | Helga Schneider, Norbert Schneider                                | ---                                                               |                                                                   | Hermann Josef Settelmeyer                                          |                                                                   |
| 13.                                                               | 2000                                                              | Gisela Gall                                                       | Anton Meißner                                                     |                                                                   | Karin Ruppert                                                      |                                                                   |
| 14.                                                               | 2001                                                              | Helga Schneider                                                   | Ute Zimmermann                                                    | Anton Meißner                                                     | Heinrich Kraus und Gerd Runck                                      |                                                                   |
| 15.                                                               | 2002                                                              | Robert Schultz                                                    | Anton Meißner                                                     | ---                                                               | Rolf Büssecker                                                     |                                                                   |
| 16.                                                               | 2003                                                              | Hermann Josef Settelmeyer                                         | Norbert Schneider                                                 | Anton Meißner                                                     | Bernd Hambrecht                                                    |                                                                   |
| 17.                                                               | 2004                                                              | Robert Schultz                                                    | Helga Schneider                                                   | ---                                                               | Jahrgangsstufe 12 des Kurfürst-Ruprecht-Gymnasiums Neustadt        |                                                                   |
| 18.                                                               | 2005                                                              | Gerd Runck                                                        | Renate Demuth                                                     | Günther Hussong                                                   | Monika Schönbucher                                                 |                                                                   |
| 19.                                                               | 2006                                                              | Georg Fox                                                         | Norbert Schneider                                                 | Alfons Kaiser                                                     | Hermann Josef Settelmeyer                                          |                                                                   |
| 20.                                                               | 2007                                                              | Norbert Schneider                                                 | Hermann Josef Settelmeyer; Extrapreis der Jury: Edith Brünnler    | ---                                                               | Gerd Runck                                                         |                                                                   |
| 21.                                                               | 2008                                                              | Hermann Josef Settelmeyer; Extrapreis der Jury: Manfred Dechert   | Wilfried Berger, Edith Brünnler                                   | Norbert Schneider                                                 | Joachim Becker                                                     |                                                                   |
| 22.                                                               | 2009                                                              | Hermann Josef Settelmeyer                                         | Wilfried Berger                                                   | ---                                                               | Hanns Stark                                                        |                                                                   |
| 23.                                                               | 2010                                                              | Helga Schneider                                                   | (Wilfried Berger, Edith Brünnler)                                 |                                                                   | Anne Naumann                                                       |                                                                   |
| 24.                                                               | 2011                                                              | Peter Eckert                                                      | Norbert Schneider                                                 |                                                                   | Paul Schwaninger                                                   |                                                                   |
| 25.                                                               | 2012                                                              | Toni Ostermayer                                                   | Albert H. Keil                                                    |                                                                   | Paul Schwaninger                                                   |                                                                   |
| 26.                                                               | 2013                                                              | Helga Schneider                                                   | Hermann Josef Settelmeyer                                         |                                                                   | Toni Ostermayer                                                    |                                                                   |
| 27.                                                               | 2014                                                              | Toni Ostermayer u. Helga Schneider                                | Wilfried Berger                                                   |                                                                   | Claudia Fauth                                                      |                                                                   |
| 28.                                                               | 2015                                                              |                                                                   | Wilfried Berger                                                   |                                                                   | Werner Süs                                                         |                                                                   |
| 29.                                                               | 2016                                                              | Toni Ostermayer                                                   | Wilfried Berger                                                   |                                                                   | Guido Delfand                                                      |                                                                   |
| 30.                                                               | 2017                                                              | Toni Ostermayer                                                   | Wilfried Berger                                                   |                                                                   | Wilfried Berger                                                    |                                                                   |
| 31.                                                               | 2018                                                              | Renate Demuth                                                     | Norbert Schneider                                                 |                                                                   | Matthias Zech                                                      |                                                                   |
| 32.                                                               | 2019                                                              | Matthias Zech                                                     | Bärbel Philippi                                                   |                                                                   | Karl-Heinz Stohner                                                 |                                                                   |
| 33.                                                               | 2020                                                              | Norbert Schneider                                                 | Edith Brünnler                                                    |                                                                   |                                                                    |                                                                   |
| 34.                                                               | 2021                                                              | Maritta Reinhardt                                                 | Lothar Sattel                                                     |                                                                   | Michael Konrad (1. Pfälzer Gutselorden)                            |                                                                   |
| 35.                                                               | 2022                                                              | Matthias Zech                                                     | Norbert Schneider                                                 |                                                                   | Nikolaus Hofen (2. Pfälzer Gutselorden)                            | Heinz Illner und Gerhard Kief                                     |

### Statistik
Die letzte veröffentlichte Statistik – ohne Auswertung des Sonderpreises – stammt von 2006. Bis zu diesem Jahr wurden in Dannstadt insgesamt 3066 Beiträge eingereicht und 280 Preise vergeben. Einziger Teilnehmer, der in drei Kategorien 1. Ränge (insgesamt acht) belegt hat, ist Norbert Schneider. Helga Schneider, die nicht mit ihm verwandt ist, hat neun 1. Preise gewonnen. Insgesamt am häufigsten unter den Preisträgern, nämlich 20-mal, war Hermann Josef Settelmeyer, der sechsmal den 1. Platz belegte. 2007 wurden Gisela Gall, Albert H. Keil und Settelmeyer dafür geehrt, dass sie sich an allen zwanzig Ausschreibungen seit 1988 beteiligt hatten. 2012 waren es noch zwei Dichter, die zu allen 25 Wettbewerben Beiträge eingereicht hatten, nämlich Keil und Settelmeyer.

## Mundartdichter-Wettstreit Gonbach

### Überblick
Der Mundartdichter-Wettstreit Gonbach wurde jährlich an einem Termin im Oktober oder November in der nordpfälzischen Gemeinde Gonbach vom örtlichen Kultur- und Sportverein veranstaltet. Der Wettbewerb wurde durch die Verbandsgemeinde Winnweiler sowie den Landrat des Donnersbergkreises gefördert; der Landrat fungierte auch als Schirmherr.

### Geschichte
Unter den großen pfälzischen Wettbewerben besaß der Gonbacher die zweitlängste Tradition. 1984 wurde er durch Waldemar Maas ins Leben gerufen, der ihn bis 2011 organisierte. Einziges Genre war anfangs Lyrik, länger als bei den anderen pfälzischen Mundartwettbewerben war in Gonbach zusätzlich der Endreim verlangt. 2008 fiel nicht nur diese Anforderung, seither wurde auch die Sparte Prosa angeboten. In den Jahren 2001, 2006 und 2007 konnte der Wettbewerb aus organisatorischen Gründen nicht ausgetragen werden. Weil sich 2011 kein Nachfolger für den Organisator fand, endete der Wettbewerb in diesem Jahr mit der 25. Austragung.

### Jury
Die Entscheidung über das Ergebnis fällte eine vierköpfige Jury, die ehrenamtlich und unabhängig tätig war. Den Vorsitz hatte von Beginn an der Musiklehrer und Dialektologe Klaus Kronibus (Enkenbach-Alsenborn). Die anderen Jurymitglieder, die sich je nach Verfügbarkeit abwechselten, waren von Beruf ebenfalls Pädagogen:
- Walter André (Kirchheimbolanden)
- Torsten Edinger (Gonbach)
- Manfred Effert (Rockenhausen)
- Klaus Kremb (Winnweiler)

### Austragung
An jeder Austragung nahmen etwa 50 bis 60 Autoren teil. Jeder durfte maximal zwei Beiträge einreichen, entweder in einer einzigen Sparte bis zu zwei oder in beiden Sparten je einen. 2008 gewann der Bewerber Albert H. Keil zwei Preise, je einen in jeder Sparte. Seit 2009 gelangte pro Teilnehmer nur noch ein Beitrag in die Endausscheidung. Die Jury zeichnete etwa zehn Beiträge aus, wobei Thema und Inhalt, Reinheit der Mundart und Vortragskunst die Bewertung beeinflussten.

### Gewinner
| #   | Jahr | 1. Preise Lyrik, ab 2008 Lyrik und Prosa            |
| --- | ---- | --------------------------------------------------- |
| 1.  | 1984 | Friedel May                                         |
| 2.  | 1985 | Friedel May                                         |
| 3.  | 1986 | Hans Jürgen Schweizer                               |
| 4.  | 1987 | Hans Jürgen Schweizer, Ursula Wagner                |
| 5.  | 1988 | Gerhard Edinger                                     |
| 6.  | 1989 | Friedel Hendel                                      |
| 7.  | 1990 | Waltraud Meißner                                    |
| 8.  | 1991 | Hans Jürgen Schweizer                               |
| 9.  | 1992 | Hans Jürgen Schweizer                               |
| 10. | 1993 | Albert H. Keil                                      |
| 11. | 1994 | Waltraud Meißner                                    |
| 12. | 1995 | Johann „Jean“ Dexheimer; „Neulinge“: Rolf Büssecker |
| 13. | 1996 | Rolf Büssecker                                      |

| #   | Jahr | 1. Preise Lyrik, ab 2008 Lyrik und Prosa      |
| --- | ---- | --------------------------------------------- |
| 14. | 1997 | Karl Bier                                     |
| 15. | 1998 | Waltraud Meißner                              |
| 16. | 1999 | Rudy Kupferschmitt                            |
| 17. | 2000 | Rolf Büssecker                                |
| 18. | 2002 | Rolf Büssecker                                |
| 19. | 2003 | Albert H. Keil                                |
| 20. | 2004 | Rolf Büssecker                                |
| 21. | 2005 | Hans Jürgen Schweizer                         |
| 22. | 2008 | Minnie Maria Milow-Rembe; Prosa: Doris Jäckle |
| 23. | 2009 | Hans Jürgen Schweizer                         |
| 24. | 2010 | Hanns Stark                                   |
| 25. | 2011 | Lothar Sattel                                 |

### Statistik
Erfolgreichste Teilnehmer in Gonbach sind Hans Jürgen Schweizer (sechs 1. Plätze), Rolf Büssecker (fünf) und Waltraud Meißner (drei), je zweimal gewannen Albert H. Keil und Friedel May. Einziger Teilnehmer, der bei ein und demselben Wettbewerb (2008) zweimal unter den Preisträgern war, ist Albert H. Keil.

## Sickinger Mundartdichter-Wettstreit

### Überblick
Den Sickinger Mundartdichter-Wettstreit schreibt die südwestpfälzische Verbandsgemeinde Thaleischweiler-Wallhalben in zweijährlichem Turnus aus. Die Endrunde findet während des historischen „Grumbeere-Marktes“ (Kartoffelmarkt) am letzten Septemberwochenende in der Bürgerhalle der verbandsangehörigen Gemeinde Herschberg statt.

### Geschichte
Der Name des Wettbewerbs bezieht sich auf die Gegend, in der er stattfindet, die Sickinger Höhe. Diese ist nach dem Reichsritter Franz von Sickingen benannt, der dort 1523 bei der Beschießung seiner Burg Nanstein, die oberhalb der Stadt Landstuhl liegt, tödlich verletzt wurde.
Der Wettbewerb wurde 1991 durch Willi Hack ins Leben gerufen, den damaligen Leiter des Kulturamts der früheren Verbandsgemeinde Wallhalben, der ihn anschließend jahrelang organisatorisch betreute. Die Ausschreibung wandte sich anfangs lediglich an Lyrikdichter, seit 2001 ist der Wettbewerb auch für Prosatexte offen. Im Vergleich mit den anderen pfälzischen Wettbewerben fällt auf, dass ein größerer Teil der Wettbewerbsbeiträge Sprachelemente enthält, die während der vorübergehenden Eingliederung der heutigen Pfalz in den Nachbarstaat Frankreich (1801–1814) aus dem Französischen ins Pfälzische übernommen wurden. Dies erklärt sich dadurch, dass die Sickinger Höhe nahe der Grenze zu Frankreich liegt.

### Jury
Schirmherr des Wettbewerbs ist der Bürgermeister der Verbandsgemeinde Thaleischweiler-Wallhalben. Die Entscheidung über das Ergebnis fällt eine Jury, die ehrenamtlich und unabhängig tätig ist. Ihre Sprecher sind gleichberechtigt Michael Dillinger und Wolfgang Ohler.
Jurymitglieder sind bzw. waren
- 1993–1999: Sigrid Bingenheimer (Kaiserslautern), Sprachwissenschaftlerin
- seit 1993: Michael Dillinger (Zweibrücken), Lehrer, Literarischer Verein der Pfalz
- 1991: Andrea Dittgen (Zweibrücken), Redakteurin
- 2001–?: Marliese Fuhrmann † (Kaiserslautern), Mundartautorin
- seit 1993: Wolfgang Ohler (Zweibrücken), ehemals Richter am Oberlandesgericht, Mundartautor
- 1991: Franz Pelgen (Nieder-Olm), Sprachwissenschaftler
- 1991: Fred G. Schütz (Höheischweiler), Journalist
- 1991–2011: Albrecht Vogelsang (Hauenstein), Heimatforscher

### Austragung
An jeder Austragung nehmen zwischen 50 und 100 Autoren teil. Die Jury zeichnet jeweils die zehn besten Gedichte und Prosatexte aus, wobei Thema und Inhalt sowie die Reinheit der Mundart die Bewertung beeinflussen, während die Vortragskunst unberücksichtigt bleibt.

### Gewinner
| 1. Preise beim Sickinger Mundartdichter-Wettstreit | 1. Preise beim Sickinger Mundartdichter-Wettstreit | 1. Preise beim Sickinger Mundartdichter-Wettstreit | 1. Preise beim Sickinger Mundartdichter-Wettstreit |
| #                                                  | Jahr                                               | Lyrik                                              | Prosa                                              |
| -------------------------------------------------- | -------------------------------------------------- | -------------------------------------------------- | -------------------------------------------------- |
| 1.                                                 | 1991                                               | Heinrich Kraus                                     |                                                    |
| 2.                                                 | 1993                                               | Guido Defland                                      |                                                    |
| 3.                                                 | 1995                                               | Johann „Jean“ Dexheimer                            |                                                    |
| 4.                                                 | 1997                                               | Albert H. Keil                                     |                                                    |
| 5.                                                 | 1999                                               | Helga Schneider                                    |                                                    |
| 6.                                                 | 2001                                               | Guido Defland                                      | Helga Schneider                                    |
| 7.                                                 | 2003                                               | Johann „Jean“ Dexheimer                            | Christel Hartmann                                  |
| 8.                                                 | 2005                                               | Hanns Stark                                        | Helga Schneider                                    |
| 9.                                                 | 2007                                               | Renate Demuth                                      | Renate Demuth                                      |
| 10.                                                | 2009                                               | Relinde Niederländer                               | Friedhilde Meyer                                   |
| 11.                                                | 2011                                               | Barbara Franke                                     | Manfred Dechert                                    |
| 12.                                                | 2013                                               | Helga Schneider                                    | Manfred Dechert                                    |

### Statistik
Teilnehmer in Wallhalben können im selben Jahr mehrere Preise erreichen. 2007 gelang es Renate Demuth, beide literarischen Kategorien zu gewinnen; 2001 war Albert H. Keil zweimal unter den Preisträgern. Vier Siege (zweimal Lyrik, zweimal Prosa) erreichte Helga Schneider; Guido Defland und Johann „Jean“ Dexheimer gewannen jeweils zweimal die Kategorie Lyrik, Manfred Dechert zweimal die Kategorie Prosa.